# Ottakring

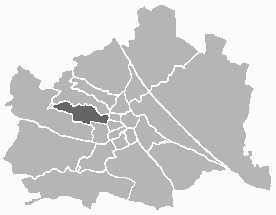
Poloha Ottakringu na mapě Vídně

Ottakring ( [ˈɔtɐˌkʀɪŋ]) je 16. městský okres Vídně a byl vytvořený v roce 1892 ze samostatných obcí Ottakring a Neulerchenfeld.

## Geografie

### Poloha
Okres Ottakring leží na západě Vídně, mezi vídeňskými částmi Lerchenfeldergürtel a Vídeňským lesem. Na západě Ottakring sousedí s Hernalsem, na východě Josefstadtem s novostavbami a na jihu s Rudolfsheim-Fünfhausem a Penzingem.

### Topografie
Nejvyšší nadmořskou výšku 449 metrů má Gallitzinberg (nazývaný také Wilhelminenberg). Na Gallizinbergu pramení dnes již kanalizovaný Ottakringský potok. Tekl původně podle současných silnic Ottakringer-Straße/Abelegasse/Thaliastraße a po Lerchenfelderstraße a náměstí Minoritenplatz do dnešního Dunajského kanálu. Zástavba oblasti vykazuje velké rozdíly. V blízkosti okruhu dole je hustá šachovnicová zástavba dělnické a zaměstnanecké obytné čtvrti, zatímco kolem vídeňského předměstí je průmyslová zástavba a dílenské provozy. Poněkud výše se rozkládá vilová čtvrť s Ottakringským hřbitovem a nad ním je rozsáhlé listnaté plochy.

### Části okresu
Městský okres sestává z katastrálních území Ottakring a Neulerchenfeld a z jednoho hektaru v katastrálním území Penzingu ležícího vídeňského jezera Breitensee. Dalším členěním okresu jsou početné okrsky zřízené pro účely úřední statistiky. Z deseti obvodů Ottakringu jsou to Neulerchenfeld, Ludo-Hartmann-Platz, Herbststraße-Vorortelinie, Alt-Ottakring, Wilhelminenstraße, Sandleiten, Joachimsthaler-Platz, Wilhelminenspital, Wilhelminenberg a Richard Wagner-Platz.

### Využití
Plochy okresu jsou využity z 36 % pro zeleň, včetně 22% lesů. 45.4 % jsou stavební plochy, 17.9 % dopravní plochy, přičemž je to hlavně nákupní ulice Thaliastraße. Zemědělsky je využito celkem 1.23 % ploch okresu. Dřívější vinohradnictví téměř vymizelo. Vinice se nacházejí už jen u zámku Wilhelminenberg a u hranice k Penzingu.

## Historie
Název Ottakring pochází tak jako označení jiných míst ve Vídni z Bavorska, když v 8. století tento kraj Bavoři osídlovali. Často existují v Bavorsku místa s podobným jménem i pravopisem.
V projevu císař Franz Josef I. v roce 1888 projevil přání spojit předměstí s Vídní. Následně v roce 1890 dolnorakouský zemský výbor rozhodl o připojení předměstských obcí k Vídni. Zákon nabyl účinnosti dnem 1. ledna 1892. I přes odpor proti připojení obcí byly dříve samostatné obce Ottakring a Neulerchenfeld k 16. vídeňskému okresu připojeny, Nový okres se stal domovem pro 106.861 obyvatel.
Po připojení obcí se zvýšil růst území ještě více a v roce 1910 bydlelo v Ottakringu 177.687 lidí. Zatímco podíl zaměstnanců a úředníků byl malý, podíl dělníků byl extrémně vysoký. Ten se díky rozvoji dalšího průmyslu ještě zvýšil. V době první světové války byla zvláště na jejím konci ovlivněna sociální bytová výstavba, V letech 1922 a 1934 bylo v Ottakringu postaveno 28 bytových domů se 4.517 byty, což zřetelně zmírnilo tíživou bytovou situaci v okrese. Mezi novostavbami byl také tzv. "Sadlentenhof" s 1597 byty, který byl prvním v Rakousku. Hospodářská krize třicátých let velmi zasáhla okres a časem zde bylo více než 50% nezaměstnaných. Únorové povstání 1934 se v Ottakringu projevilo velkými bouřemi. Ústup úderných skupin ze Sandleitenu z důvodu přesily domobrany a vojska alespoň uchránil obytná obydlí. Prudké boje však byly kolem dělnických domovů v Ottakringu v Kreitnergasse. Po druhé světové válce patřil Ottakring do francouzské okupační zóny. Obnova se prováděla obtížně, celkem se ale zdařilo zlepšit nejstarší část Ottakringu, „Černošské“ baráky byly nahrazeny "Franz-Novým" dvorem. Další obytné stavby následovaly.
Po odchodu okupačních vojsk došlo vcelku šestkrát ke změnám hranic okresu. Roku 1992 byla hranice u Hernals zanedbatelně posunuta. V roce 1995 následovala změna hranic pro novostavbu Rudolfsheim-Fünfhaus, k Penzingu a Rudolfsheim-Fünfhaus jako u Penzingu v oblasti Johann-Staud-Gasse. Hranice okresu Hernals 1998 (v dosahu Spinozagasse) a konečně v roce 2001 (v oblasti Kongressparks) bylo odloženo. Při těchto šesti změnách hranic nebyly ani změny v obytném území, ale dotklo se to u dopravních staveb, parků a sportovních zařízení.
Během budování linky metra U3 v roce 1998 až do Ottakringu, byla také započata revitalizace okolí nové konečné stanice metra. V Ottakringu byl postaven první výškový dům a podle jeho funkce ubytovny pro lékařské zaměstnance je označován také „Schwesterturm" (Sesterská věž). Nevyužívané objekty tabákové továrny by přestavěny na HTL Ottakring a dlouhou dobu nepoužívaná rychlodráha s obchody je odložena. Centrum Vídně je dosažitelné přibližně za 13 minut.

## Obyvatelstvo

### Vývoj počtu obyvatel
Dnešní okres Ottakring měl v roce 1869, Ottakring a Neulerchenfeld 31.383 obyvatel. V robě připojení měl Ottakring s 106.892 obyvateli již trojnásobek a byl nejrychleji rostoucím územím kolem Vídně. Růst zpomalil v roce 1900 a podržel si postavení nejlidnatějšího okresu až do roku 1920. Maximum docílil roku 1910 se 179.045 obyvateli, až do dneška jiný okres tento počet nedosáhl. Po první světové válce klesal počet obyvatel Ottakringu pomalu, protože hlavní roli sehrál nedostatek bytů. Až do osmdesátých let se počet obyvatel snižoval až na polovinu dřívějšího maxima a potom stagnuje na 80 tisících obyvatelích. Po nejnižším stavu na přelomu tisíciletí začala ve Vídni opět tendence růstu. Na začátku roku 2009 zde žilo 94.735 obyvatel. V roce 2024 měl okres 102 770 obyvatel.

### Struktura obyvatelstva
Věková struktura obyvatelstva okresu byla roku 2005 lehce mladší než vídeňský průměr. Počet dětí pod 15 let se 14,7 % byl lehce nad vídeňským 14,6 %. Podíl obyvatelstva mezi 15 a 59 lety byl 64,7 % (Vídeň 63,4 %) jasně nad průměrem, zatímco podíl lidí ve věku od 60 a více s 20,6 % (Vídeň 22.0 %) je výrazně nižší. Složení podle pohlaví v roce 2001 47,5 % mužů a 52,5 % žen, počet obyvatel v manželství byl s podílem 41,5 % proti 41,2 % lehce pod průměrem Vídně. 

### Původ a jazyk
Podíl cizinců v okrese roku 2005 25,5 % (Vídeň 18,7 %). To byla pátá nejvyšší hodnota vídeňského okresu. Jako v celé spolkové zemi se ukazuje růst počtu cizinců, v roce 2001 byl podíl cizinců 23.9 %. Nejvyšší podíl cizinců byl v roce 2005 s asi 8.0 % v okrese ze Srbska a Černé Hory. Další 4,4 % byli Turci, 2,0 Poláci, 1,9 % Chorvati, 1,8 % z Bosny a Hercegoviny a 1,0 % Němců. Celkově se v roce 2001 nenarodilo 29,6 % obyvatel v Rakousku. 11,0 % mluví srbsky, 8,2 % turecky a 4,3 % chorvatsky. 

### Náboženské vyznání
Z důvodu vyššího podílu cizinců ukazuje Ottakring 44,2 % poměrně malou část obyvatelstva na lidi s římskokatolickou vírou (Vídeň 49,2 %). V okrese je sedm farností a městské děkanství. Část lidí (12,7 %) vyznává islámskou víru, pravoslavnou církev 9,7 % je naproti tomu třetí - případně druhá ve Vídni. Část obyvatel evangelického vyznání s 3,6 % je pod průměrem. 23,8 % obyvatel okresu v roce 2001 nebylo v žádné náboženské komunitě, dalších 5,9 % nemá žádné či jiné vyznání.

## Politika
Od roku 1918 převyšovalo v okrese Ottakring základní volební právo. Ottakring byl jako dělnický obvod určený pro sociální demokracii. Už v prvních volbách 4. května 1919 dosáhli sociální demokraté velkou většinu, železničář Johann Politzer byl zvolen okresním představitelem. Svůj úřad si udržel až do roku 1934, kdy v Rakousku získala moc vlastenecká fronta. Po odstranění nacionálního socialismu v Rakousku se v Rakousku v listopadu 1945 konaly první svobodné volby po více než 10 letech. SPÖ vyhrála, získala 20 křesel, 8 získala ÖVP a 2 křesla KPÖ. Takto to zůstalo po několik desetiletí. Zatímco FPÖ v roce 1949 měla jeden mandát v okresním zastupitelství, KPÖ v roce 1969 odešli komunisti z okresního zastoupení. Počátkem devadesátých let mohly SPÖ držet absolutní většinu. U okresních voleb 1996 došlo k vzestupu FPÖ a SPÖ v Ottakringu značně ztratila. V roce 2001 se situace obrátila. SPÖ získala 49,45 % a tudíž téměř absolutní většinu a FPÖ klesla na 20,88 %. Zelení dosáhli v roce 2001 v Ottakringu 12,54 % a mohli s ÖVP táhnout, kteří měli 13,13 %. Liberálové ztratili více než polovinu svých hlasů a dostali s 2,47 % jeden mandát. Při vídeňských zemských volbách v roce 2005 SPÖ s 51,48 % hlasů získali absolutní většinu. FPÖ znovu ztratila, propadla na 15,02 % a byla tedy za ÖVP s 15,84 % na třetím místě. Zelení si lehce polepšili, zůstali však s 14,35 % na čtvrtém místě.
Představitelé okresu od roku 1945:
- Theobald Wiesinger (KPÖ) 1945–1946
- Augustin Scholz (SPÖ) 1946–1964
- Hans Hobl (SPÖ) 1964–1970
- Josef Srp (SPÖ) 1970–1979
- Alfred Barton (SPÖ) 1980–1996
- Ernestine Graßberger (SPÖ) 1996–2004
- Franz Prokop (SPÖ) od 2004–2024
- Stefanie Lamp (SPÖ) od 2004

## Znak okresu
V levé polovině znaku se symbolizuje dřívější samostatná obec Ottakring. U symbolu hory jsou dva domnělé nejdůležitější věci Ottakringu: jubileum stanoviště, Galizienberg a kazatelna. Štít s křížem a mitrou znázorňuje bývalý klášter Klosterneuburg. Pravá polovina znaku symbolizuje nejasnost dřívější samostatné obce Neulerchenfeld. Strom (nikoliv modřín) s kroužícími ptáky poukazují na možné počátky jména.

## Hospodářství a infrastruktura

### Doprava
Stanice Vídeň Ottakring je konečnou stanicí linky U3 metra. Ve stanici je možný přestup na vlaky S-Bahn na vídeňská předměstí. Stanice Kendlerstraße je další zastávkou v Ottakringu. Na hranici se 7. okresem je nádraží Thaliastraße a u hranice s osmým okresem stanice Josefstädter Straße linky U6. V okrese jsou vedeny také linky tramvají a autobusové dopravy. Ottakringem vede významný silniční průtah městem zvaný Lerchenfelder Gürtel. Další frekventovanou ulicí v okrese je z Penzingu vedoucí Flötzersteig Straße 223.

### Hospodářství
Po začlenění obcí do okresu vzrostl rozvoj průmyslu a v Ottakringu byla roku 1898 otevřena tabáková továrna. Dále přibyly závody fotoprůmyslu (např. Herlango) anebo strojírny (např. Rakouské průmyslové závody Warchalowski, Eisler and Co.). Nejvyšší počet pracovníků byl však v oděvním průmyslu. Po druhé světové válce však zaniklo několik továren, místo nich se rozmohla obytná oblast. Významnými ještě dnes zůstaly "Ottakringský pivovar" a pražírna kávy Julius Meinl a lahůdky zeleninové a ovocné Staud´s.

## Kultura a Pamětihodnosti

### Pamětihodnosti
- Starý Ottakringský farní kostel
- Kašna na tržišti
- Kostel Svatého Ducha
- Vinárna u 10 Marií"
- Jubilejní místo
- Julius Meinl
- Kornhäuselova-Villa
- Kuffnerova hvězdárna
- Spalovna smetí Flötzersteig
- Nový Ottakringský kostel
- Ottakringský pivovar
- Zámek Wilhelminenberg
- Poutní kostel svaté Terezy s Jezulátkem
- Kongresové lázně

### Muzea
Ottakringské okresní muzeum představuje historii Ottakringu a má na 3000 exponátů. Jedna místnost je věnována výrobci harmonik Josefu Weinheberovi. V Kuffnerově hvězdárně jsou historické hvězdářské přístroje. Rakouské písničkářské lidové tvořivosti je věnována pozornost a je zde obsáhlý archiv s tisíci notami, poznámkami a sbírka vzácných knih.

### Sport
- Fotbal: WS Ottakring, SPC Helfort Wien, SC Red Star Penzing
- Basketbal: Basket Fighters
- Curling: Ottakringský Curling Club
- Šachy: Schachclub Ottakring

### Soho Ottakring
Kolem Yppenplatz se v posledních letech rozvinul zájem o alternativní kulturu s velkým počtem různých .Okálů a míst pro pořádání akcí. Vrcholnou akcí je několikatýdenní Kulturní festival „Soho in Ottakring", po dobu dvou týdnů je nabídka široké palety kulturních programů, jako čtení nebo výstavy.

## Významné osobnosti
- Muhammet Akagündüz - fotbalista u SV Ried
- Johann Schrammel (*1850, Neulerchenfeld; +1863, Vídeň)- skladatel a hudebník
- Josef Schrammel (1852-1895) - skladatel a hudebník
- Franz Schuhmeier (1864-1913) - sociálně demokratický politik
- Ludwig Gruber (1874-1964) - skladatel
- Erik Jan Hanussen (1889-1933) - rakouský varietní umělec a jasnovidec s československým občanstvím
- Josef Weinheber (*1892, Ottakring; +1945) - básník
- Josef Uridil (*1895, Ottakring; +1962) - fotbalista a trenér
- Josef Weidinger (*1923, Ottakring; +2002) - boxer
- Arik Brauer (*1929, Ottakring) - malíř
- Karl Hodina (*1935) - hudebník
- Horst Chmela (*1939. Otakkring) - písničkář, textař a skladatel
- Michael Häupl (*1949) - vídeňský starosta, bydlel v Ottakringu
- Roger M. Buergel (*1962, Berlín) - organizátor výstav